# Crocus vitellinus
Crocus vitellinus là một loài thực vật có hoa trong họ Diên vĩ. Loài này được Wahlenb. miêu tả khoa học đầu tiên năm 1828.